# سيباستيانو لوبيرتو
سبيستيان لوبيرتو (بالإيطالية: Sebastiano Luperto)‏ (6 سبتمبر 1996 بليتشي في إيطاليا - ) هو لاعب كرة قدم إيطالي في مركز الدفاع. لعب مع نادي ليتشي ونادي نابولي.

## وصلات خارجية
- سيباستيانو لوبيرتو على موقع الاتحاد الأوربي (الإنجليزية)
- سيباستيانو لوبيرتو على موقع قاعدة بيانات كرة القدم.إي يو (الإنجليزية)
- سيباستيانو لوبيرتو على موقع Soccerbase.com (لاعب) (الإنجليزية)
- سيباستيانو لوبيرتو على موقع Soccerway.com (الإنجليزية)
- سيباستيانو لوبيرتو على موقع عالم كرة القدم.نت (الإنجليزية)
- سيباستيانو لوبيرتو على موقع AS.com (الإسبانية)